# Вудворд, Артур Смит
Артур Смит Вудворд (англ. Arthur Smith Woodward; 23 мая 1864, Маклсфилд — 2 сентября 1944, Хейуардс-Хит) — английский палеонтолог.
С 1901 года член Лондонского королевского общества, которое в 1917 году наградило его Королевской медалью. В 1914 году Королевское общество Нового Южного Уэльса наградило его медалью Кларка. Был также членом Геологического общества Лондона, которое наградило его в 1896 году медалью Лайеля и в 1924 году — медалью Волластона. Также был членом Линнеевского общества, от которого он получил в 1940 году медаль Линнея. В 1925 году стал членом Леопольдины, а в 1926 году — членом-корреспондентом Палеонтологического общества. Ассистент, затем хранитель отдела геологии Британского музея (1882—1924). Основные исследования по ископаемым рыбам (главным образом мезозойскими). В 1913 году описал остатки ископаемого «пилтдаунского человека».